# Jorge Riesco Errázuriz
Jorge Mauricio Riesco Errázuriz (21 de abril de 1852-Valparaíso, 1892) fue un ingeniero, geógrafo y político chileno.

## Biografía
Hijo de Mauricio Riesco Droguett y Carlota Errázuriz Zañartu. Sus estudios los realizó en el Colegio San Ignacio, Santiago, 1862. los continuó en el Instituto Nacional, 1863, y finalmente en la Facultad de Ciencias Físicas y Matemáticas en la Universidad de Chile, dónde se tituló de Ingeniero Geógrafo, el 7 de diciembre de 1874.
Su padre, doctor en leyes en 1840. siempre le enseñó la prudencia a Riesco y sus 8 hermanos, hacendado mercader hijo de españoles avencidados en chile, a su vez su padre fue traspasando esos principios rectores de participación en la vida pública. Fue electo diputado suplente por Quinchao, período 1846-1849. aun así no consta su incorporación a la Cámara de Diputados. dícese que Mauricio Riesco Droguett era calmo y prefería la tranquilidad del campo al bullicio. 
Sobrino por parte materna del Presidente Federico Errazuriz Zañartu, este último le daría durante su gobierno, un cargo administrativo en 1874, dentro del consejo secretarial del Ministerio de Justicia e instrucción pública. siendo partícipe de la redacción del código penal para dicho año junto a su hermano Germán. 
Como anécdota se destaca que su tío paterno, Miguel Riesco y Puente fue el diputado representante de Chile en Las cortes de Cádiz de 1811 y uno de los suscriptores de la Constitución española de 1812.
Estuvo casado con Javiera Errázuriz Errázuriz, con quien tuvo 8 hijos.

## Vida pública
Se desempeñó como ministro de Industria y Obras Públicas desde el 1 de mayo de 1889 hasta el 12 de octubre de 1889 en el gobierno de José Manuel Balmaceda; y desde el 14 de marzo de 1892 hasta el 11 de junio de 1892, en el gobierno de Jorge Montt Álvarez.
Intendente de Valparaíso, 1892. Diputado por Arauco, suplente, 1876-1879 (Secretario provisional, 29 de mayo de 1876, secretario, 3 de junio de 1876); Llanquihue 1879-1882; Caupolicán 1888-1891. Fue militante del Partido Nacional. Se desempeñaba como Intendente de la provincia de Valparaíso, hasta su muerte por problemas al corazón en 1892.